# Liste der Bodendenkmäler in Wülfrath
In der Liste der Bodendenkmäler in Wülfrath sind Bodendenkmäler der nordrhein-westfälischen Stadt Wülfrath im Kreis Mettmann aufgelistet.

## Bodendenkmäler
| Bild                      | Bezeichnung                                                      | Lage                                                                                            | Beschreibung | Bauzeit      | Eingetragen seit | Denkmal- nummer |
| ------------------------- | ---------------------------------------------------------------- | ----------------------------------------------------------------------------------------------- | --- | ------------ | ---------------- | --------------- |
| weitere Bilder            | Tillmannsdorfer Sattel                                           | Tillmannsdorfer Straße Karte                                                                    | Geologische Falte des Unterkarbons |              | 09.05.1983       | B 001           |
| weitere Bilder            | Furt                                                             | Unterdüssel Voisberger Weg/Kirchenfelder Weg Karte                                              | Furt durch den Düsselbach |              | 09.05.1983       | B 002           |
| BW                        | Hofwüstung Winkelsen – Kellergeschoss mit anschließendem Stollen | Oberdüssel Koxhof 10 Karte                                                                      | Mittelalterlicher Siedlungsplatz, 1542 im Düsseler Rottzinsverzeichnis erwähnt. Ein bruchsteinüberwölbtes Kellergeschoss, von dem aus vermutlich in der zweiten Hälfte des 19. Jahrhunderts ein rund 20 m langer Stollen in den dahinter gelegenen Berg getrieben wurde. |              | 31.03.1995       | B 003           |
| weitere Bilder            | Ehemalige Wasserburg Haus Düssel                                 | Unterdüssel Dorfstraße 5–7 Karte                                                                | |              | 28.12.1995       | B 004           |
| BW                        | Zugeschütteter Trichterkalkofen                                  | Unterdüssel Bereich Kreuzung Hammerstein Karte                                                  | | Ende 19. Jh. | 20.05.1997       | B 005           |
| Alte Kölnische Landstraße | Alte Kölnische Landstraße                                        | Kölnische Landstraße (westl. Düsseler Str.), Alte Kölnische Landstraße (östl. Flehenberg) Karte | Die strata coloniensis (Alte Kölnische Landstraße) gehörte im Mittelalter zu den bedeutenden Fernhandelswegen des Niederbergischen Hügellandes. Sie verband die reichsfreie Abtei Werden mit der Handelsmetropole Köln. Erstmals urkundlich erwähnt wird sie im Jahre 1065. Die Hauptroute zog westlich an Wülfrath vorbei, ein Verbindungsweg von (Erkrath-)Trills nach Düssel, heute als Trasse 4 bezeichnet, aber verlief quer durch Wülfrath. |              | 28.05.2002       | B 006           |